# Битва под Барселоной (511)
Битва под Барселоной — сражение, состоявшееся около города Барселона в 511 году между вестготами и остготами. Битва стала переломным моментом в конфликте за корону вестготов, начавшемся после смерти Алариха II. Битва под Барселоной завершилась победой войска остготов, руководимых герцогом Иббой.

## Предыстория
В 507 году франки во главе с королём Хлодвигом I при поддержке своих союзников бургундов разбили вестготские войска в битве при Вуйе. Король вестготов Аларих II был убит. Не встречая сопротивления, армия Хлодвига шла по территории галльских владений Королевства вестготов. Целью франков было взятие города Нарбон, где находились остатки армии противника, а также претендент на престол вестготов Гезалех. Тогда король остготов Теодорих Великий выслал наперерез франкам свои войска, и те захватили Прованс и город Арль.
Тем временем Хлодвиг I приказал армии отвоевать Арль, но Ибба в 508 году отразил осаду. После отступления франков Прованс остался в руках остготов, и Теодорих получил возможность свергнуть Гезалеха. Он послал войска в 510 году на Каркасон и Нарбон, заставив тем самым вестготов укрыться в Барселоне. Гезалеху удалось бежать к вандалам в Северную Африку, где он попросил помощи у короля Тразамунда. Не найдя поддержки, он отправился в Аквитанию. В это время Теодорих провозгласил королём вестготов своего внука Амалариха, сына Алариха II и своей дочери. Так как Амалариху было всего пять лет, Теодорих стал регентом при нём, ввёл свои войска на территорию Вестготского королевства, а Арль объявил столицей Галлии — префектуры своего государства.

## Битва
В 511 году Гезалех стал собирать в Аквитании армию из своих сторонников и наёмников. Кампания Гезалеха в прибрежных районах Тарраконики была короткой, потому что герцог Ибба нанёс войскам изгнанного короля тяжёлое поражение в 20 км от Барселоны. Сам Гезалех бежал с поля боя и был убит на берегу реки Дюранс в Нарбонской Галлии.